# نشوان الحميري
نشوان بن سعيد الحميري (نحو 500 هـ - 573 هـ / 1107م - 1178 م): قاض، سياسي، لغوي، مؤرخ وأديب يمني، اقترب في فكره من فكر المعتزلة وكتب في تاريخ ملوك حمير والدين واللغة، كان له طموح سياسي وحكم في بعض سنين عمره، اشتهر بفخره بيمنيته وإنكار حصر الإمامة في البطنين أو في قريش والرد عليها وله في ذلك الكثير من النقاشات مع الأئمة الزيدية في عهده.

## النسب والنشأة

### النسب
هو نشوان بن سعيد بن سعد بن أبي حمير بن عُبَيْد بن القاسم بن عبد الرحمن بن مفضل بن إِبراهيم ابن سلامة بن أبي حمير الحميري، ينتهي نسبه إِلى القيل الحميري حسان ذي مراثد، قال في قصيدته الحميرية المشهورة بالقصيدة النشوانية:
وللأقيال من بني ذي مراثد ذكر في نقوش المسند،وذكر الهمداني القيل حسان ذا مراثد في الإكليل 2/ 274، 286.

### النشأة
ولد في بلدة (حوث) من عمران ،لا يُعرف تماما تاريخ ولادته إلا أنه على الأغلب في سنين نهاية القرن الخامس أو سنين بداية القرن السادس الهجري، بدأ دراسته في حوث وعلى يد علمائها درس علوم الدين واللغة والتاريخ والأنساب والفلك والنبات.

## الحياة السياسية اليمنية في زمنه
في وسطه الاجتماعي الممتد من صنعاء إلى صعدة كان هناك خمس كتل وتيارات سياسية رئيسية متفاوتة في العلم والفكر الديني والسياسي هي :
- أولا :التيار الزيدي الهادوي : والإمام في عهد بداية شبابه كان الإمام أحمد بن سليمان ،وهو تيار يعتمد على فكر إِسلامي عميق، وغني، يجمع بين أصول المعتزلة، وفروع الحنفية، ويقول بوجوب الاجتهاد، ويجيز إِمامة المفضول مع وجود الأفضل، وذلك ليتجنَّب أتباعُه سب الصحابة، وعلى رأسهم أبو بكر وعمر وعثمان من ناحية، وليسهلوا أمور الأئمة في اليمن من ناحية ثانية، إِذ قد يكون الأفضل علماً في مرحلة ما، ليس هو الأقدر قيادة وحكماً وبطشاً، ومع ذلك فإِن هذا التيار يحصر حق الإِمامة في أحد أبناء البطنين الحسن والحسين،وقد لقي هذا الحصر معارضة فكرية وسياسية وقبلية منذ البداية، أما معارضته فكرياً فكانت بالعودة إِلى التاريخ، وتمجيد اليمن وأهله، وإِثارة حمية أبنائه، وبدايتها كانت على يد لسان اليمن أبي محمد الحسن بن أحمد بن يعقوب الهمداني المتوفى بين 350 - 360 هـ‍ الذي تأثر به نشوان في هذا المجال إِلى حد كبير.
- ثانيا : التيار الزيدي الهادوي المطرفي : (المطرفية) فرْقة ولدت من رحم الزيدية الهادوية ولها ما لهذه من الفكر العميق والغني، إِلا أنها اختلفت مع الهادوية في نفي حصر الإِمامة في أحد أبناء البطنين، كما أنهم مالوا في علم الكلام المعتزلي إِلى المدرسة البغدادية، وشيخها أبي القاسم البلخي،ولهم مذهب في سب الصحابة، ولم يؤمنوا بالعنف، ولم يخوضوا غمار الصراع السياسي الحربي، بل عمدوا إِلى أسلوب الدعوة ونشر التعليم حتى بين الفلاحين والجهلة، وكان لهم، ولكنهم تعرضوا فيما بعد إِلى أسوأ عملية قتل وتنكيل على يد الإِمام عبد الله بن حمزة المتوفى سنة 614 هـ‍.....
- ثالثا : التيار الإسماعيلي : على الرغم من أن الدولة الصليحية الإسماعيلية الفاطمية كانت قد انتهت في اليمن، فإِن هذا الاتجاه كان لا يزال مُمَثَّلًا بين الناس بجماعاتٍ تدين له بالولاء في نواحٍ كثيرة من اليمن، كما كان لا يزال ممثلًا في الحكم بالسلطان حاتم بن أحمد اليامي الذي استولى على صنعاء بسبع مئة فارسٍ من همدان سنة 533 هـ‍ وحكمها وحكم مناطق واسعة من اليمن كان الاتجاه الإِسماعيلي الصليحي لا يزال سائداً فيها، واستمر حتى عام 556 هـ‍ ممثلًا لهذا الفريق السياسي، ثم جاء من بعده ابنه السلطان علي بن حاتم، واستمر في تمثيل هذا الاتجاه إِلى ما بعد وفاة نشوان بن سعيد عام 573 هـ‍.
- رابعا : تيار الحسينية أو القاسمية : لم يكن لهذا الاتجاه فريق سياسي في عهد نشوان، وإِنما هم فرقة منشقة عن الزيدية الهادوية، مغالية في أفكارها، لأنها كانت تقول بغيبة الإِمام الحسين بن القاسم العِياني قتيل همدان في ذي عرار -قرية شمال صنعاء بالقرب من ريدة - عام 404 هـ‍، وأنه المهدي المنتظر، واستمر هذا الاتجاه المنحرف إِلى عهد نشوان، ولم تكن هذه الفرقة تقول بغيبة الحسين بن القاسم العِياني فحسب، بل كانوا يقولون أنه أفضل من الرسول صَلى الله عَليه وسلم، وأن كلامه أبهر- تعني باللهجة اليمنية الأجود والأحسن - من القرآن، قال شاعرهم فُلَيتَة بن القاسم:[5]

بل إِن هذه المقولة الكفرية كانت من كلام الحسين بن القاسم نفسه، كان يرددها في حياته، فيقول عن نفسه: إِنه أفضل من النبي صَلى الله عَليه وسلم وإِن كلامه (أبهر) من القرآن، وظل أتباعه يرددونها بعد مماته، وبسبب هذا الغلو الشنيع، خاض معهم نشوان صراعاً شعرياً عنيفاً، وردوا عليه بأعنف منه.
- خامسا : تيار سلالة وشيعة الهادي بن الحسين :

لم يكن لهذا الاتجاه فريق سياسي، فقد انتهت دولة الهادي، مؤسس الفكر والإِمامة الزيدية الهادوية في اليمن بعد وفاته، ولكن ظل له شيعة من سلالته وغيرهم، يدعون إِلى أنفسهم باسمه، ويعارضون الإِمام أحمد بن سليمان على الرغم من انتهاء نسبه إِلى الهادي، ويُغالون في تقديس الهادي يحيى بن الحسين، وبسبب هذا الغلو تصدى لهم نشوان، ومما قاله فيهم :
وقد رد الشعراء من أنصار هذا الاتجاه على نشوان في حياته وبعد موته ردوداً قاسية، لا تدل إِلا على المغالاة في تقديس الأشخاص، على الرغم من أنه كان لعلم الهادي مكانة عند نشوان، خاصة في الفروع والأحكام الشرعية، وكان قضاؤه يعتمد كتاب (الأحكام) للهادي.
أما خارج وسطه الاجتماعي في اليمن فكان هناك أيضًا دول وتيارات أخرى، ففي الجنوب والجنوب الغربي دولة علي بن مهدي الحميري المتوفى سنة 554 هـ‍، وهي دولة تقوم على فكر سلفي متشدد حتى أن بعض المؤرخين يدرجونها في الاتجاه الخارجي، ويعتبرون علي بن مهدي وابنه عبد النبي من الخوارج وفي عدن دولة الزريعيين التي كانت امتدادا للدولة الصليحية الإسماعيلية وفي الشرق والجنوب الشرقي دولة للخوارج الإباضية وعاصمتها تريم.
في هذا المحيط الاجتماعي المحتدم بالجدل وعلم الكلام، والمقارعة بالألسنة وأسنة الأقلام، والمضطرم بالصراع بالسيوف وأسنة الرماح ونصال السهام، نشأ نشوان وترعرع، حتى بلغ في العلم مكان رفيعا بين أهل عصره وعلماء زمانه، وأصبح عالماً مجتهداً حائزاً على مؤهلات الاجتهاد وشروطه.

### الفخر بيمانيته
درس في تاريخ اليمن ولخلفيته التاريخية التي تعرف منها على ما كان لليمن في تاريخ العالم القديم من الحضارات الراقية، وما له وللمنتمين إِليه من دور في نصرة الإسلام، ورفع رايته ونشر رسالته، فقد رفض كل الآراء بتفضيل نسب على نسب وافتخر باليمن وأنسابها ولم ير غيرها أفضل منها، له في ذلك القصيدة النشوانية أو القصيدة الحميرية والمطبوعة تحت اسم ملوك حمير وأقيال اليمن.
من شعر تفاخره باليمن:

## رأيه بشروط الإمامة
مضمون رأيه في هذه المسألة هو، أنه لا يجوز حصر الإِمامة في قريش، ومن ثم وبالأولى لا يجوز حصرها في بني هاشم، لا في الفرع العباسي منهم، ولا في الفرع العلوي، وكان لتجربة نشوان الذاتية، في محيطه اليمني الذي عاش فيه، أثرها في تكوين رأيه القائل بأن الإِمامة تكون في الأفضل من خلق الله كائناً من كان، ومن هذا المنطلق عارض نشوان مبدأ الحصر السلالي لا في أبناء البطنين خاصة، بل ومبدأ حصرها في قريش عامة، وهو بهذه المعارضة، لا يخالف المذهب الزيدي الهادوي فحسب، بل يخالف أيضًا المذاهب الإِسلامية الأربعة التي تحصر هذا الحق في قريش بكل بطونها أو فروعها، ويتفق نشوان بهذا المبدأ مع فريق كبير من المعتزلة وبعض المرجئة ومع الخوارج بصفة عامة، وقد أبان عن ذلك في كتابه (الحور العين) الذي استعرض فيه آراء مختلف المذاهب والفرق الإِسلامية وآراءها فيمن يتولى منصب الإِمامة، ويتقلد سلطة حكم الناس دينياً ودنيوياً، ثم إِنه اختار رأي إِبراهيم بن سيّار النظّام أحد أكبر العلماء من المعتزلة، ومؤسس الفرقة (النظامية) من فرقها، فجاء في كتابه هذا قوله: «قال بعض المعتزلة، وبعض المرجئة، وجميع الخوارج، وقوم من سائر الفرق: إِن الإِمامة جائزة في جميع الناس، لا يختص بها قوم دون قوم، وإِنما تُسْتَحَقُّ بالفضل والطلب، وإِجماع كلمة أهل الشورى. وقال إِبراهيم بن سيّار النظّام.. وهو أحد الفرسان المتكلمين، ومن قال بقوله من المعتزلة: الإِمامة لأكرم الخلق وخيرهم عند الله، واحتجوا بقوله تعالى: يا أَيُّهَا النّاسُ إِنّا خَلَقْناكُمْ مِنْ ذَكَرٍ وَأُنْثى، وَجَعَلْناكُمْ شُعُوباً وَقَبائِلَ لِتَعارَفُوا إِنَّ أَكْرَمَكُمْ عِنْدَ اللّهِ أَتْقاكُمْ [الحجرات: 49/ 13]. قال- النظّام-: فنادى جميع خلقه، الأحمر منهم والأسود، والعربي والعجمي، ولم يخص أحداً منهم دون أحد، فقال: إِنَّ أَكْرَمَكُمْ عِنْدَ اللّهِ أَتْقاكُمْ، فمن كان أتقى الناس للّه، وأكرمهم عند اللّه، وأعلمهم باللّه، وأعملهم بطاعته، كان أولاهم بالإِمامة، والقيام في خلقه، كائناً من كان منهم، عربياً كان أو عجمياً».
وعلق نشوان على كلام النظّام بقوله: «قال مصنف الكتاب: وهذا المذهب الذي ذهب إِليه النظّام، هو أقرب الوجوه إِلى العدل، وأبعدها عن المحاباة، وأكد نشوان رأيه هذا في بحثه عن الإِمامة في هذا الكتاب.
وقد قال رأيه شعرا حيث قال :
لم يكد يجهر برأيه حتى شن عليه المتعصبون حرباً شعواء، وهجوه شعراً ونثراً أقذع هجاء، وحكموا بكفره، وأهدروا دمه، وأفتوا بقتله، فزاد تمسكاً برأيه، وعبر عن إِيمانه بهذا المبدأ ببيتين من الشعر فيهما من الحدة ما يكافئ حدة ما شُن عليه من الحملات، فقال:
وفي رأيه بمن هم آل البيت يقول في رد على الحسن الهبل عندما قال:
فقال نشوان:

## الدعوة لنفسه بالحكم وما بعدها
ولما شاع أمر نشوان، وعُرف رأيه في مسألة الإمامة، التفت حوله جموع من الناس وخاصة من (المطرفية) وبعض زعمائها، ورأوا فيه الرجل الأصلح لتولي مقاليد الحكم، طبقاً للمذهب الزيدي الهادوي المطرفي المتحرر من قيد حصْر حق الإِمامة في سلالة الحسن أو الحسين.
وحفزه هذا الالتفاف والتأييد على الدعوة إِلى نفسه، فأعلن دعوته من مقره في وادي صَبَر من أرض قبيلة جماعة في أكناف صعدة.
ولعل نشوان شعر منذ البداية، أنه دعا إِلى نفسه في وسط اجتماعي غير مناسب لهذه الدعوة، وأنه حاول أن يغرس شجرة مبادئه في بيئة طبيعية غير صالحة لنموها وإِيتاءِ ثمارِها، فوادي صَبَر يقع في أكناف صعدة المنشبعة بالمذهب (الزيدي الهادوي) بشرطه الذي يحصر الإِمامة ويقصرها على الداعي بها لنفسه من أبناء البطنين، ولهذا نجد نشوان يبارح المنطقة عبر الجوف ليصل إِلى مأرب ويخطب فيها الجمعة داعياً إِلى نفسه، ثم يتوجه إِلى بيحان فيلقى فيها تأييداً أكبر، قال عمارة اليمني في تاريخه ص (303):«بلغني أن أهل بيحان ملكوه عليهم»، وعُمَارة مؤرخ وشاعر معاصر لنشوان، ولكنه لم يورد المزيد من التفاصيل حول دعوة نشوان إِلى نفسه لأنه لم يلتق به وإِنما عاش في زبيد وعدن ثم غادر اليمن إِلى مصر،وقد انتهت بعدها دعوته بالفشل،ولم يعرف تماما ظروف دعوته وحكمه ويرجع البعض هذا لأن المؤرخين من المعاصرين لنشوان وممن جاؤوا بعده، أكثرهم كانوا من الموالين للإِمامة بشروطها الهادوية الزيدية المعروفة، ومن بقي منهم كان له ولاء لهذا الكيان السياسي أو ذاك مما كان قائماً على الساحة اليمنية، أو ما قام بعد ذلك من الدول والكيانات، كما يذكر أن نشوان انتقل بعدها إلى تريم في زيارة لها ،ثم عاد لبلاده ولم يدع مرة أخرى للإمامة.
انصرف بعدها للعلم والبحث والتأليف حتى أصبح من أشهر علماء اليمن في علوم مختلفة كاللغة والدين الأنساب والتاريخ وجوانب عديدة.
أشار إليه الإمام عبد الله بن حمزة الذي جاء بعده بنحو عقدين من الزمن في إحدى قصائده :
في هذه الأبيات شهادة ببلوغه أعلى مراتب العلم والكمال، أما ما فيها من حِدَّةِ العصبية وغلوِّها فكان سمة سلبية من سمات ذلك العصر الحافل بالاتجاهات السياسية المتصارعة وما دار بينها من جدل عنيف أدى إِلى الغلوّ بين مختلف الأطراف، ولا أَدَل على ذلك من الخصام والصراع الجدلي والفكري شعراً ونثراً الذي دار بين نشوان وبعض تلاميذه من ناحية وبين الإِمام القائم في عهده المتوكل على الله أحمد بن سليمان وبعض أنصاره من ناحية أخرى، وما في ذلك من الشطط الذي شمل الجانبين.

## من مؤلفاته
- رسالة الحور العين وشرحها، المطبوع تحت عنوان (الحور العين).
- النشوانية أو القصيدة الحميرية وشرحها، المطبوعة تحت عنوان (ملوك حمير وأقيال اليمن).
- شمس العلوم.
- التبصرة في الدين للمبصرين، في الرد على الظَلَمة المنكرين، جاء ذكره في كتاب طبقات الزيدية الصغرى ليحيى بن الحسين في ترجمته لنشوان.
- التبيان في تفسير القرآن، ومنه أجزاء متفرقة في كل من مكتبة صعدة، وفي مكتبة الأمبروزيانا، وفي مكتبة جامعة توبنجن، وفي المكتبة الوطنية في فيينا، وفي مكتبة برلين الغربية.
- التذكرة في أحكام الجواهر والأعراض، وهو في جزأين.
- صحيح الاعتقاد، وصريح الانتقاد.
- الفرائد والقلائد، منه نسخة في مكتبة الأوقاف بجامع صنعاء.
- مسك العدل والميزان في موافقة القرآن.
- بيان مشكل الرويّ، وصراطه السويّ.
- ميزان الشعراء، وتثبيت النظام، منه نسخة في الخزانة التيمورية بدار الكتب المصرية.

## وفاته
وفاته كانت بعد ظهر يوم الجمعة 24 ذي الحجة من عام (573هـ‍ الموافق 13 يونيه1178 م)، ودفن في حيدان وقبره على جبل يعرف اليوم بجبل أبي زيد من مديرية حيدان، محافظة صعدة.
وما زال قائماً يُزار في ساحة بجوار مسجدٍ صغير في أعلى قمة الجبل المذكور. وإِلى جوار قبره أربعة قبور يعتقد بأنها قبور ابنيه سعيد وعلي وأختيهما ولا يُعرف للأسف تواريخ وفياتهم، ولكنا نعرف أن الابن الثالث محمداً، كان قد تولى القضاء في خولان، وتوفي نحو سنة (610 هـ‍/ 1213م) واشتهر بمختصر كتاب أبيه المسمى (ضياء الحلوم).